# عبدالرزاق آخند
عبدالرزاق آخند سیاستمدار، و پرسنل نظامی اهل افغانستان است. وی در ۲۰۲۲ به حیث رئیس ارکان قول اردوی (سپاه) ۲۰۷ الفاروق منصوب گردید.